# NX Большого Пса
NX Большого Пса (лат. NX Canis Majoris) — двойная затменная переменная звезда типа Алголя (EA) в созвездии Большого Пса на расстоянии (вычисленном из значения параллакса) приблизительно 12922 световых лет (около 3962 парсеков) от Солнца. Видимая звёздная величина звезды — от +16,59m до +16,34m.